# Палмира
 Тази статия е за града в Сирия.  За острова в Тихия океан вижте Палмира (остров).  За града в Колумбия вижте Палмира (Колумбия).
Тадмор (на арабски: تدمر), известен на Запад предимно като Палмира, е град в Централна Сирия, административен център на едноименна околия в област Хомс.

## История
Гръцкото му име Palmyra (Παλμυρα) е превод от арамейското Tadmor, което означава палма. Палмира е наричана „невестата на пустинята“.
Възниква през Второто хилядолетие пр.н.е. През 1-3 век е главен център на керванната търговия и занаяти. Разрушен от римляните през 273 г. В миналото е важен пункт на керванния път, пресичащ Сирийската пустиня.

## Съвременност
Днес Тадмор е град, край останките на величествения древен град, силно зависим от туризма. Разположен е в оазис на 215 km североизточно от Дамаск и на 120 km югозападно от река Ефрат.
Има население от 51 323 души (по данни от преброяването) към 22.09.2004 г.

## ИДИЛ в Палмира
На 21 март 2015 г. Ислямска държава превзема Палмира и унищожава голям брой паметници на културата на античния свят с общочовешка културно-историческа стойност.
На 27 март 2016. сирийската армия вярна на президента Башар Асад, с подкрепата на ВВС на Русия си връща пълния контрол над града.